# Eugnathogobius stictos
Eugnathogobius stictos är en fiskart som beskrevs av Helen K. Larson 2009. Eugnathogobius stictos ingår i släktet Eugnathogobius och familjen smörbultsfiskar. Inga underarter finns listade i Catalogue of Life.